# Реакція на полімероносії

Реакція на полімероносії. Приклад реакцiї — синтез статевого атрактанта комах (І).

Реакція на полімероносії (рос. реакция на полимерной подложке, англ. polymer-supported reaction) — хімічна реакція, в якій реагент, каталізатор або субстрат приєднані до
полімера (звичайно ковалентним зв'язком). Полімерний носій є учасником реакції, що забезпечує або високу швидкість процесу та/або селективність. Це полегшує відділення цільових продуктів реакції від інших складових процесу, носій же при тому може бути регенерованим. У літературі приймаються позначення: (а) — для органічної макромолекули або полімерного носія з діючою в реакції бічною групою; (б) — частіше для носіїв взагалі, як органічних, так i неорганічних.
Крім органічних полімероносіїв, відомі неорганічні, але перевага перших полягає в легкості та універсальності хімічної модифікації. Препарати використовуються у вигляді дрібних — гранул (з розмірами ∼50 мкм), i хоч розміри частинок переважно не є критичним фактором, але оскільки відношення поверхні до об'єму збільшується зі зменшенням розмірів полімерносія, то завдяки цьому знижується ймовірність ускладнень, пов'язаних з проникненням реагенту в носій.